# Mehdi Taouil
Mehdi Tewfik Taouil (arabisch مهدي طويل; * 20. Mai 1983 in Villeneuve-Saint-Georges) ist ein marokkanischer Fußballspieler auf der Position eines Mittelfeldspielers.

## Karriere

### Verein
Der Marokkaner, der auch einen französischen Pass besitzt, wechselte kurz nach Saisonbeginn 2003/04 aus der zweiten französischen Liga von AS Nancy, wo er fünf Jahre im Jugendinternat gespielt hatte, zu den Amateuren des 1. FC Nürnberg. Sein Stammverein war der FC Draveil.
Bereits nach vier Wochen trainierte er mit der ersten Mannschaft und kam schließlich am 2. November in Trier zu seinem ersten Punktspieleinsatz, bei dem er – in der 88. Minute eingewechselt und kaum auf dem Platz – eine Hereingabe geschickt annahm, dabei seinen Gegenspieler aussteigen ließ und uneigennützig für Jacek Krzynówek auflegte, der daraufhin den 2:0-Endstand herstellte.
Möglicherweise wäre er schon eher zum Zuge gekommen, wenn er nicht wegen seiner Teilnahme an den Qualifikationsspielen der marokkanischen Olympiamannschaft gefehlt hätte.
Insgesamt brachte er es in der Zweitligasaison 2003/04 auf sechs Einsätze, jedoch immer nur als Einwechselspieler.
2005 wechselte er zum HSC Montpellier nach Frankreich, 2007 zum schottischen Erstligisten FC Kilmarnock, für die er bis 2011 spielte. Seitdem läuft er für Heart of Midlothian auf.
Zum Sommer 2013 wechselte Taouil in die türkische Süper Lig zu Sivasspor. Hier spielte er die nächsten drei Spielzeiten lang.

### Nationalmannschaft
Taouil debütierte 2004 für die marokkanische Nationalmannschaft.